# Operación Emmanuel
La Operación Emmanuel (o Emanuel) fue una operación humanitaria iniciada entre el 26 y el 31 de diciembre de 2007 y reanudada entre el 9 y el 10 de enero de 2008, por el presidente de Venezuela Hugo Chávez y autorizada por el presidente de Colombia Álvaro Uribe para facilitar el rescate de Clara Rojas, su hijo Emmanuel, nacido en cautiverio, y Consuelo González de Perdomo, quienes permanecieron más de seis años en poder de las Fuerzas Armadas Revolucionarias de Colombia - Ejército del Pueblo (FARC-EP) en las selvas, y anunciaron que entregarían antes de la Navidad de 2007. El presidente Chávez dio nombre a la operación en referencia al hijo de Clara Rojas.
Luego de una serie de retrasos en el proceso de entrega de rehenes, el 31 de diciembre de 2007, las FARC-EP anunciaron que la liberación de los tres rehenes se retrasaría aún más por las "intensas operaciones militares" que el Ejército Nacional supuestamente practicaba en la zona, hecho que fue desmentido por el Gobierno de Colombia. La situación cambió cuando el presidente de Colombia, Álvaro Uribe Vélez, declaró que el retraso se podía deber a que las FARC-EP no tenían en su poder a Emmanuel, a quien habrían abandonado en una instalación del ICBF en junio de 2005.
El niño abandonado, Juan David Gómez Tapiero, resultó ser Emmanuel, y fue identificado gracias a un análisis de ADN mitocondrial practicado con muestras genéticas de familiares de Clara Rojas. Poco después, las FARC-EP reconocieron que no tenían a Emmanuel en su poder. El hallazgo de Emmanuel no significó el fin de la operación que llevaba su nombre, ya que se esperaba la liberación de Clara Rojas y Consuelo González.
El 9 de enero de 2008, el presidente venezolano aseguró que las FARC-EP entregaron a las autoridades de su país las coordenadas del lugar donde liberarían a las dos rehenes y envió a través de su canciller una solicitud para que Colombia lo autorice a retomar la operación. La misión fue autorizada por el gobierno colombiano. Finalmente el 10 de enero de 2008, en presencia de la Cruz Roja Internacional, pero en ausencia de los garantes internacionales, las FARC-EP liberaron a Clara Rojas y a Consuelo González de Perdomo.

## La operación

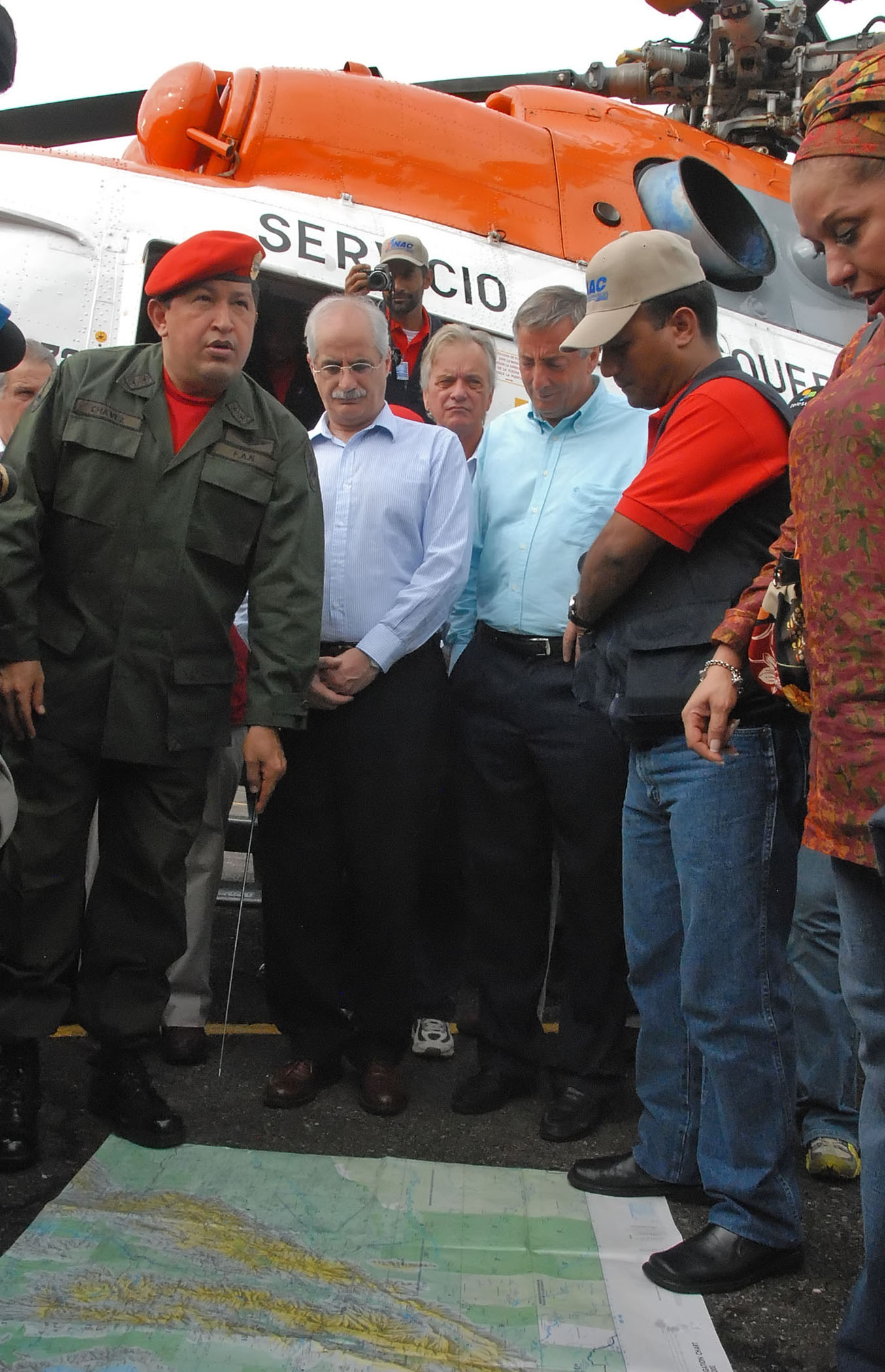
Hugo Chávez mostrando a los garantes internacionales el mapa de la Operación Emmanuel.

La operación tuvo su origen en el anuncio de las FARC-EP de entregar a tres rehenes en su poder antes de la Navidad de 2007 como un gesto de desagravio para con el presidente Hugo Chávez y con Piedad Córdoba, después de que Uribe puso un abrupto fin a sus gestiones como mediadores para lograr un canje humanitario de 45 rehenes en manos de las FARC-EP -entre ellos Betancourt y tres norteamericanos- por unos 500 rebeldes presos. Esta entrega debía llevarse a cabo en el oriente del territorio colombiano entre el piedemonte Llanero y la frontera con Venezuela, en la región conocida como los Llanos Orientales.
Para la operación, el gobierno venezolano había proporcionado dos helicópteros Mil Mi-17V-5, de fabricación rusa, pintados con los emblemas de la Cruz Roja Internacional. También dos helicópteros Bell 412 pertenecientes a la compañía EDELCA, así como dos aviones Falcon 50 y Falcon 900 de PDVSA.
Los helicópteros están equipados con medicamentos y alimentos necesarios para llevar a cabo la operación humanitaria y dar ayuda a los rescatados. Para llevar a cabo la operación sólo los dos helicópteros rusos viajan a Villavicencio. El gobierno colombiano había autorizado la entrada en territorio colombiano de las aeronaves venezolanas a ser utilizadas en la misión de rescate.

## Garantes

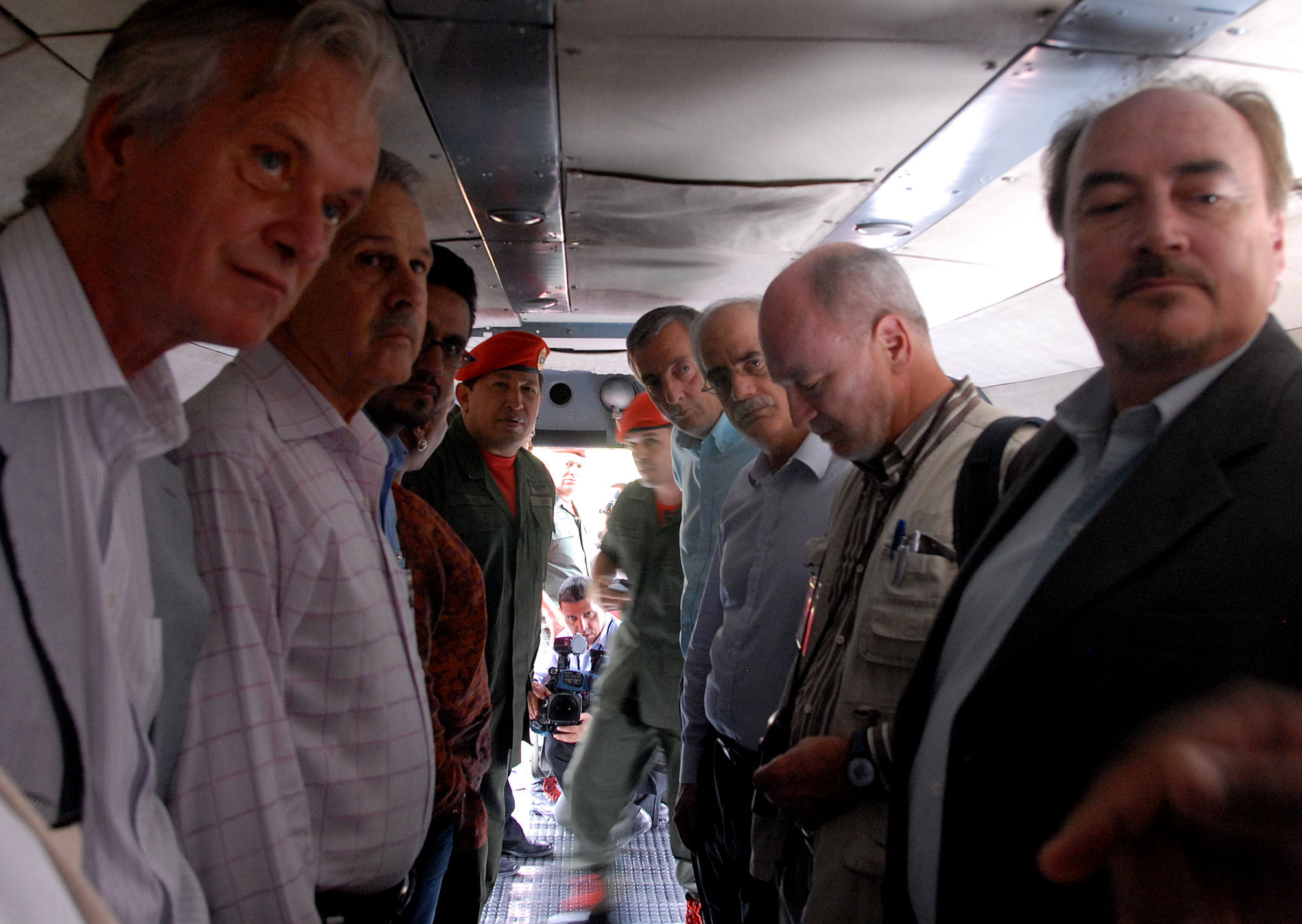
Hugo Chávez junto a los garantes.

Los garantes de la comisión humanitaria fueron:
- Argentina: El ex Presidente de Argentina Néstor Kirchner y el ministro de Relaciones exteriores de Argentina Jorge Taiana
- Francia: El embajador francés en Venezuela, Hadelin de la Tour de Pin
- Cuba: El embajador cubano en Venezuela, Germán Sánchez.
- Ecuador: El delegado del gobierno de Ecuador, Gustavo Larrea
- Brasil: El delegado del gobierno de Brasil, Marco Aurelio García
- Bolivia: EL delegado del gobierno de Bolivia, Sacha Llorenti
- Venezuela: El grupo de garantes estuvo coordinado por el Capitán de Navío venezolano, Ramón Rodríguez Chacin.

Este grupo de delegados internacionales fueron recibidos por el comisionado para la paz de Colombia, Luis Carlos Restrepo, quien fue encargado por el presidente Uribe para la misión.

## Antecedentes

### Consuelo González
El 28 de junio de 2001 el comandante de las FARC-EP alias Mono Jojoy, anunció que dicha organización comenzaría a secuestrar a algunos dirigentes políticos y numerosos miembros de la fuerza pública para presionar la liberación de sus compañeros capturados por miembros de las fuerzas armadas de Colombia. Para ese entonces las FARC-EP ya practicaban el secuestro extorsivo. A los dos meses del anuncio, las FARC-EP secuestraron al gobernador Alan Jara y a los congresistas Luis Eladio Pérez y Orlando Beltrán y el 10 de septiembre a la representante a la cámara Consuelo González de Perdomo quien se dirigía a la ciudad de Neiva a tomar un avión hacia Bogotá y fue retenida por la columna móvil Teófilo Forero de las FARC-EP.

### Clara Rojas y Emmanuel

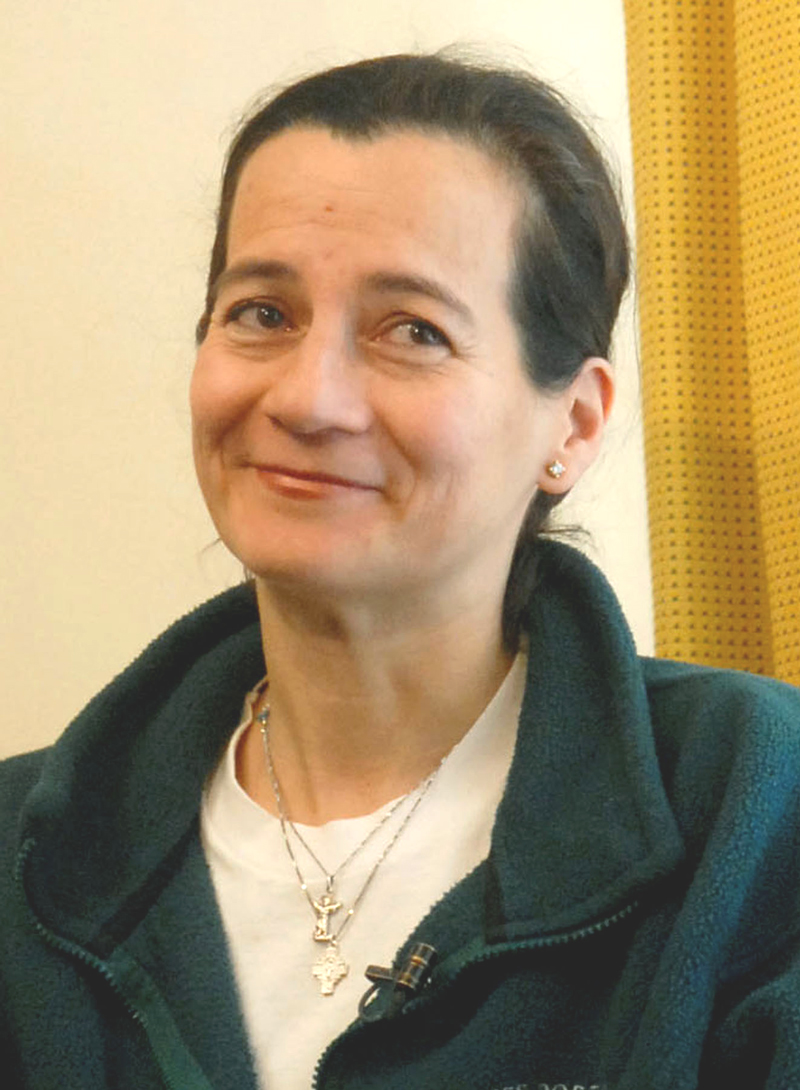
Clara Rojas.

Al suspenderse los diálogos con las FARC-EP en febrero de 2002 el gobierno de Pastrana ordena la toma de la llamada Zona de distensión por parte del ejército. Clara Rojas era asesora de la candidata presidencial Íngrid Betancourt cuando las dos fueron secuestradas el 23 de febrero de ese año mientras viajaban hacia dicha zona de la que hacía parte San Vicente del Caguán, según dijo Betancourt a dar apoyo al pueblo de San Vicente y a su alcalde a quienes les había prometido estar en las buenas y en las malas ya que el alcalde pertenecía a su movimiento político. Clara Rojas fue nombrada durante el secuestro como fórmula presidencial de Betancourt. En el 2006 el periodista Jorge Enrique Botero en su libro "Últimas noticias de la guerra" reveló que Raúl Reyes, uno de los comandantes de las FARC-EP había confirmado el rumor de que Clara Rojas había tenido un hijo varón con un guerrillero raso, noticia que fue tomada con escepticismo en su momento aunque se confirmaría tiempo después.
El 17 de mayo de 2007, el policía Jhon Frank Pinchao llegó a la ciudad de Bogotá después de haberse fugado de un campamento de las FARC-EP en el Departamento de Vaupés, entonces afirmó haber sido compañero de cautiverio de Íngrid Betancourt durante dos años y haberla visto por última vez el 28 de abril pocos días antes de su fuga y confirmó que Clara Rojas tenía un hijo fruto de la relación con un guerrillero sin mando y que el niño se llamaba Emmanuel, dijo además que los guerrilleros eran quienes criaban al niño y ocasionalmente dejaban a Clara verlo, razón por la que ella sufría mucho.

### Intercambio humanitario
Consuelo González, Clara Rojas y su hijo Emmanuel, forman parte del grupo de 46 rehenes que las FARC-EP han categorizado como "canjeables" por más de 400 guerrilleros que actualmente se encuentran presos en cárceles colombianas. En 6 años de aplicar una política de línea dura para marginar a la mayor guerrilla colombiana, el presidente de Colombia Álvaro Uribe Vélez ha buscado rescatar a los secuestrados con operativos militares pero dichos operativos suponen un alto riesgo para la vida de los cautivos y algunos de estos rescates han resultado en la muerte de estos como fue el caso de exgobernador de Antioquia Guillermo Gaviria y del exministro de defensa Gilberto Echeverry Mejía.
En diciembre de 2007 después de que el gobierno colombiano diera por terminada la mediación del presidente venezolano Hugo Chávez y la senadora colombiana Piedad Córdoba para lograr el acuerdo humanitario y de que esto causara un incidente diplomático entre los dos países, las FARC-EP informaron que liberarían de manera unilateral a Clara Rojas, a su hijo Emmanuel y a Consuelo González, según las FARC-EP esta liberación se haría como un desagravio al presidente Chávez. Fue entonces cuando el presidente venezolano puso en marcha el plan para el retorno de los tres secuestrados, inicialmente la llamaría "Operación Transparencia" y más tarde "Operación Emmanuel".

## Suspensión de la operación

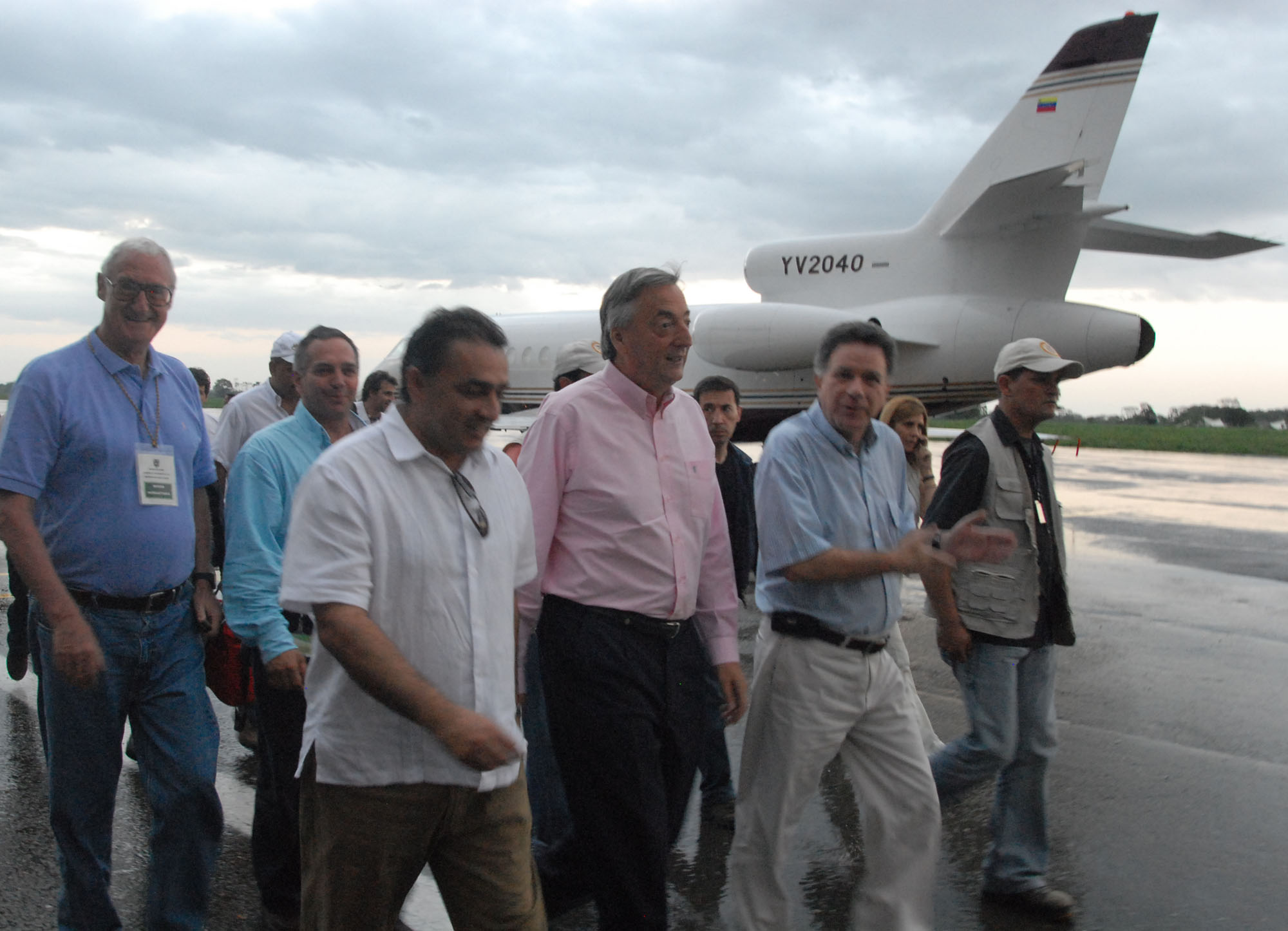
Néstor Kirchner regresando a la República Argentina luego de la suspensión de la Operación Emmanuel.

El lunes 31 de diciembre de 2007, las FARC-EP anunciaron que la liberación de los tres rehenes era "imposible" momentáneamente debido a las "intensas operaciones militares" llevadas a cabo por el presidente Uribe. El comunicado de las FARC-EP fue leído en la televisión por el presidente Chávez. Al mismo tiempo Chávez anunció que la operación continuaba y que no descartaba la realización de una operación clandestina, pero aclaró que no es lo que desea.

Carta del Secretariado de las FARC-EP enviada al presidente Chávez
"Señor Presidente, los intensos operativos militares desplegados en la zona nos impiden, por ahora , entregar a usted a Clara Rojas, Enmanuel y a la ex representante Consuelo González de Perdomo, como era nuestro deseo..." 
(...) "Tan pronto hallemos un lugar que nos brinde toda la certeza de seguridad le estaré comunicando para reactivar todos los mecanismos que hagan posible el retorno, sanos y salvos, de Clara, Enmanuel y Consuelo, al seno de sus hogares.
Con sentimiento de consideración y aprecio compatriotas,
Del Secretariado del Estado Mayor de las FARC-EP,
Montañas de Colombia, Diciembre 30 de 2007."

En respuesta, en discurso dado por el presidente Uribe en la ciudad de Villavicencio, el gobierno denunció que las FARC-EP mentían y que el retraso se debía a que no tenían en su poder al hijo de Clara Rojas como estos afirmaban. Según el presidente Uribe, Emmanuel fue probablemente abandonado por las FARC-EP en San José del Guaviare, donde el Instituto Colombiano de Bienestar Familiar (ICBF) lo ingresó, según Uribe, debido a que presentaba signos de tortura, además de maltrato y desnutrición. El niño, quien habría sido registrado con el nombre de Juan David por el ICBF supuestamente fue reconocido por las descripción que de él hizo el agente de policía Jhon Frank Pinchao sobre un problema en el brazo izquierdo debido a que lo halaron mal al nacer. El agente Pinchao había escapado de manos de las FARC-EP el 28 de abril de 2007, después de ocho años de cautiverio. Según Uribe, el ICFB recibió una solicitud del Defensor del Pueblo de San José del Guaviare donde asegura que le estaban reclamando un niño que había sido entregado al ICBF en julio del año 2005, el cual presume es el hijo de Clara Rojas. Juan David había sido trasladado hace dos años a la sede del ICBF en Bogotá.

## Comunicados del ejército colombiano
El 2 de enero de 2008, el diario El Nuevo Herald informó que un rotativo de noticias del Ejército Nacional del 19 de diciembre del 2007 había reportado que hubo combates en el municipio de Vistahermosa, Meta. El rotativo de la IV brigada del Ejército Nacional dice que se llevaba a cabo una operación militar que también llevaba el nombre de Emmanuel. El comunicado del  Ejército Nacional dice: “En desarrollo de la operación Emmanuel, tropas del batallón de infantería Nº 44 Ramón Nonato Pérez, de la XVI Brigada en la vereda Sardinata... sostuvieron contacto armado contra integrantes de la cuadrilla 27 de las FARC-EP”, en la cual resultó muerto un miembro de las FARC-EP.

### Muerte de un emisario de las FARC-EP
El diario argentino Clarín informó el 2 de enero del 2007 que el Ejército de Colombia reportó haber "abatido a un emisario y hombre de confianza del secretariado" el 31 de diciembre del 2007 en el Departamento de Arauca que limita con Venezuela. Según el diario, el sitio estaba distante de Villavicencio, lugar de espera para el operativo humanitario, y cerca al estado de Apure donde está ubicado Guasdualito, uno de los aeropuertos venezolanos elegidos por Chávez para recibir a los rehenes al final de la operación. Según el diario, el comunicado de ejército fue titulado "Contundente golpe a las finanzas de las Farc" y anunciaba la muerte en "intensos combates de dos integrantes de la organización armada ilegal", uno de ellos "alias Carpintero" que el comunicado asociaba a un líder guerrillero.

## Prueba de ADN y declaraciones sobre Emmanuel
Para probar su hipótesis, Uribe solicitó al gobierno venezolano permiso para que especialistas en genética del Cuerpo Técnico de Investigaciones de la Fiscalía General de la Nación de Colombia (órgano judicial independiente del gobierno) puedan ir a Caracas a tomar muestras de sangre de la madre y del hermano de Clara Rojas, concediéndosele el pedido. Tanto Iván Rojas como su madre aceptaron someterse a dichas pruebas, sin embargo no piensan dejar Caracas porque "Vinimos por ellos y nos vamos con ellos", declaró al mismo tiempo que agradecía al gobierno de Chávez todas las gestiones. Para los mismos la operación ya se inició y no debe detenerse, "Esto ya arrancó y no tiene revés" "...Aquí no ha pasado nada, no se ha abortado nada..." expresó Iván Reflexionó que la Operación Emmanuel es una acción netamente humanitaria y no parte de estrategias políticas.
Para Chávez, Uribe "dinamitó" la tercera fase de la operación de rescate. Por el momento la casi totalidad de los miembros de la comisión de garantes ha regresado a su país, excepto el representante brasileño que expresó que "reitera su solidaridad con las familias de las personas secuestradas, así como su apoyo a los esfuerzos conducidos por el presidente de Venezuela, Hugo Chávez" En tanto Telesur y la ABN re-publican declaraciones de secuestrados, de las FARC-EP, que fueron difundidas en febrero de 2007, y que aparentemente desmienten la hipótesis de Uribe
La seguridad de Uribe acerca de su teoría se basa en el hecho de que la persona que entregó al niño, a la sede del Instituto Colombiano de Bienestar Familiar en San José del Guaviare, y que ahora está bajo protección del gobierno; José Crisanto Gómez; confesó que el no era el abuelo del niño como había declarado ante el ICBF en 2005, sino que las FARC-EP se lo habían entregado.
El ministro de la defensa de Colombia, Juan Manuel Santos volvió a declarar que se garantiza la seguridad de la zona que las FARC-EP elijan para la entrega de los rehenes. En tanto la Fiscalía de dicho país espera los resultados de los estudios genéticos A su vez John Frank Pinchao, militar que fue rehén de las FARC-EP y que escapó, en nuevas declaraciones a los medios, sobre la teoría de Uribe, expresó que "No puedo ni afirmar ni negar eso. Hay mecanismos para verificarlo, como son las pruebas de ADN"

### Avance de las pruebas, controversia temporal y confirmación de la declaración de Uribe
Nuevamente, el 4 de enero, Mario Iguarán volvió a expresarse, afirmando que el niño Juan David Gómez Tapiero sea muy probablemente Emmanuel, sobre la base de un examen de ADN mitocondrial. Según Manuel Paredes López, coordinador nacional de genética del Instituto de Medicina Legal de Colombia, en los resultados de los análisis hay una coincidencia absoluta de esas 700 letras claves (comparando secuencias de ADN con letras de texto) entre Clara de Rojas, Iván Rojas y el niño Juan David Gómez Tapiero
Ese mismo día los familiares de Clara Rojas aceptaron los resultados como válidos y anunciaron que iniciarían las gestiones necesarias para el Instituto Colombiano de Bienestar Familiar les entregue el niño. Esta revelación no representa el fin de la operación Emmanuel, ya que los familiares de los otros dos rehenes están esperando que las FARC-EP cumplan su promesa.
A su vez, en la misma fecha, el canciller Nicolás Maduro anunció que el gobierno de Colombia no permitió que científicos venezolanos participen de los estudios genéticos, manifestando “que he hablado con el canciller colombiano, Fernando Araújo, y quien me dio una respuesta no oficial del alto comisionado para la Paz de Colombia, Luis Carlos Restrepo, negándose a esto” En esta situación, también el día 4 de enero, los familiares de otros rehenes de las FARC-EP solicitaron se conforme una comisión internacional para la realización de las pruebas de ADN, con la siguiente carta:

“Señores, Álvaro Uribe Vélez, presidente de la República de Colombia; Cristina Fernández de Kirchner, presidenta de la República Argentina; Evo Morales, presidente de la República de Bolivia; Luis Inácio Lula Da Silva, presidente de la República Federativa de Brasil; Raúl Castro, presidente Interino de la República de Cuba; Rafael Correa, presidente de la República del Ecuador; Nicolas Sarkozy, presidente de la República Francesa; Micheline Calmy-Rey, presidenta de la Confederación Suiza, y Hugo Chávez, presidente de la República Bolivariana de Venezuela...

“Los familiares de las personas secuestradas en poder de las FARC-EP, nos dirigimos a ustedes con el fin de agradecer sus gestiones humanitarias para facilitar la liberación de Consuelo González de Perdomo, Clara Rojas, su hijo Emmanuel y de todos nuestros familiares....
“Como es del conocimiento público, en el marco de estas gestiones el Presidente Uribe ha hecho un importante anuncio según el cual el Gobierno de Colombia maneja la hipótesis de que Emmanuel podría encontrarse bajo la custodia del Instituto Colombiano de Bienestar Familiar (ICBF), para lo cual será necesario realizar pruebas genéticas que confirmen este hecho....
“Hemos sabido que el día 1 de enero las comisiones científicas de Colombia y Venezuela, tomaron las muestras biológicas de Clara González de Rojas y de su hijo Iván, en su condición de abuela y tío de Emmanuel, las cuales deberán ser contrastadas con las del niño....
“Por lo anterior, queremos solicitarles su intervención para que se conforme una comisión internacional que realice las pruebas necesarias para determinar la identidad del niño, tal y como se hizo para lograr el reconocimiento de los cadáveres de los 11 diputados asesinados por las FARC-EP....
“Confiamos en que esta solicitud será acogida por ustedes, y agradecemos nuevamente, en nombre de nuestros familiares privados de su libertad, su valiosa colaboración”...

Suscriben la misiva: Marleny Orjuela Manjarrés, presidenta de ASFAMIPAZ; Claudia Rujeles de Jara,esposa del ex gobernador del Meta Alan Jara; Deyanira Ortiz de Beltrán, esposa del ex representante a la Cámara Orlando Beltrán Cuellar; Juan Sebastián Losada, hijo de la ex representante a la Cámara Gloria Polanco de Losada; Ángela Rodríguez de Pérez, esposa del ex senador Luis Eladio Pérez; y Patricia Nieto, esposa del ex diputado Sigifredo López.

Ese mismo día, en horas de la noche en Colombia, las FARC-EP reconocieron que el niño, hasta entonces llamado Juan David Gómez Tapiero, era en realidad Emmanuel, hijo de Clara Rojas, a través de una carta dirigida a la ABN. Las FARC-EP anunciaron que el niño habría sido entregado a "personas honradas mientras se firmaba el acuerdo humanitario", y acusaron al presidente Uribe de haber "secuestrado" al niño. La guerrilla aclaró que el proceso de entrega de Clara Rojas y de Consuelo Gonzales de Perdomo seguirá su curso
El día 5 de enero Luis Carlos Restrepo criticó el comunicado de las FARC-EP calificándolo de "mentiroso, incoherente y absurdo" y además expresó "sólo se puede recuperar del comunicado el hecho de que reiteran que van a liberar a Clara (Rojas) y Consuelo (González de Perdomo)" En tanto Clara González de Rojas, en relación con Emmanuel, expresó emocionada "Este es un momento que he soñado durante años. Me encantaría sostenerlo en mis brazos y besarlo" en declaraciones a la radio francesa France Inter. A su vez la directora del Instituto Colombiano de Bienestar Familiar (ICBF), Elvira Forero, declaró que Emmanuel es ahora un niño feliz "gracias a la atención del Estado, que lo recibió en condiciones lamentables...Fue rescatado de la muerte a la que lo tenían sometido las FARC-EP"
El día 6 de enero el presidente venezolano Hugo Chávez Frías en su programa Aló Presidente declaró "Más allá de cualquier enfoque o diatriba política lo más bonito e importante es que Emmanuel está libre. Eso es lo más importante" En la misma fecha, Francisco Santos Calderón; vicepresidente de Colombia, expresó que la capacidad de los rebeldes para manipular y cometer atrocidades no tiene límites. Fue en alusión al incumplimiento por parte de la guerrilla de la liberación de Clara Rojas, su hijo Emmanuel y la ex legisladora Consuelo González

## La liberación
El 9 de enero de 2008, el presidente venezolano aseguró que las FARC-EP entregaron a las autoridades de su país las coordenadas del lugar donde liberarían a las rehenes y envió a través de su canciller una solicitud para que Colombia lo autorice a retomar la operación de liberación de los cautivos. La misión fue autorizada por el gobierno colombiano, según anunció el Alto comisionado para la Paz en Colombia, Luis Carlos Restrepo, con la participación de la Cruz Roja Internacional, pero en ausencia de los garantes internacionales.
El 10 de enero de 2008, pasadas las 10:00 a. m. (horario local), helicópteros con equipamiento médico aterrizaron en una zona desconocida para el gobierno colombiano y con coordenadas secretas en algún lugar del Guaviare (Latitud Norte: entre 0°38´53″ y 12°11´46″ Longitud Oeste: entre 59°47´30″ y 73°23´00″), con una comisión internacional de la Cruz Roja en su interior y representantes del gobierno de Hugo Chávez Frías, así como la senadora colombiana Piedad Córdoba. Ellos recibieron a Clara Rojas y a Consuelo González de Perdomo. La comisión, junto con las liberadas, se dirigieron luego a territorio venezolano, donde las esperaban algunos de sus familiares.
Al comunicarse con Chávez, Consuelo Gonzáles expresó “Muchas gracias, Presidente, no baje la guardia. Es un mensaje que les envían los otros que se quedaron. Nos está ayudando a volver a vivir”, Por su lado, Clara Rojas también manifestó “Gracias, presidente Chávez, estamos profundamente emocionadas, desde que vimos los helicópteros. Estamos renaciendo”
Las hijas de Consuelos González, Patricia Elena Perdomo y María Fernanda Perdomo, afirmaron que continuarán trabajando para que se logre la liberación de los demás rehenes de las FARC-EP A las 04:30, hora de Venezuela, las liberadas llegaron al Aeropuerto Internacional de Santo Domingo, estado Táchira, recibieron atención médica de la Cruz Roja Venezolana, aparentando buen estado de salud Luego se reencontraron con sus familiares en el aeropuerto internacional de Maiquetía
En declaraciones ofrecidas a Radio Caracol, la madre de Clara Rojas afirmó estar tranquila y a la espera del reencuentro con su hija y con su nieto, que luego de ser liberada llegó a la capital venezolana de manos de una delegación integrada por representantes del Comité Internacional de la Cruz Roja (CICR) y del Gobierno venezolano, así como por la senadora colombiana Piedad Córdoba. Clara González de Rojas dijo no sentir odio hacia las FARC-EP "Yo nunca he odiado y procuro no odiar. Mi vida está más tranquila y estoy en paz. Si llegara a odiar a alguien, la más afectada sería yo"
Thierry Gribet, de la comisión especial del CICR (Cruz Roja) sobre la liberación expresó “Nos alegramos que las dos rehenes liberadas hoy estén felices con su familia y logren un primer contacto luego de mucho tiempo de cautiverio” además destacó que la Cruz Roja Internacional y sus miembros son facilitadores, mas no mediadores para lograr la paz en Colombia.
Luego del reencuentro con familiares, a las 05:29, hora de Venezuela, Rojas y González de Perdomo, junto con sus familiares, se encontraron con Chávez en la puerta dorada del Palacio de Miraflores, en la ocasión Chávez expresó “La liberación de Clara y Consuelo es la reivindicación con lo humano. Sí es posible que nosotros conversando logremos libertades, vida y la paz. Ahí está demostrado” con lo que se dio por concluida la operación humanitaria de liberación de las citadas.

### Declaraciones del gobierno colombiano
Fernando Marín, embajador colombiano en Venezuela, declaró que Álvaro Uribe Vélez habló telefónicamente con las liberadas y que en las próximas horas estaría realizando una declaración pública al respecto. En horas de la noche, el 10 de enero, Uribe expresó públicamente que 
"Debo reconocer que ha sido eficaz el proceso adelantado por el presidente Chávez, quien ha logrado la liberación unilateral e incondicional de nuestras compatriotas" y a quien también agradecemos de corazón la ayuda unificadora que ha tenido junto a los demás países que intervinieron en dicho proceso humanitario a favor del pueblo colombiano."